# Westen (Film)
Westen ist ein deutscher Spielfilm von Christian Schwochow aus dem Jahr 2013 mit Jördis Triebel in der Hauptrolle. Er basiert auf dem Roman Lagerfeuer von Julia Franck. Das Drehbuch schrieb Heide Schwochow.

## Inhalt
Nelly ist eine alleinerziehende Mutter, die im Herbst 1978 nach der Flucht aus der DDR mit ihrem Sohn Alexej in einem Notaufnahmelager in West-Berlin ankommt. Der Film beschreibt die Übergangszeit zwischen den beiden politischen Systemen.

## Veröffentlichung
Weltpremiere hatte der Film am 25. August 2013 auf dem World Film Festival in Montreal. In Deutschland hatte der Film am 25. Oktober 2013 auf den Internationalen Hofer Filmtagen Premiere.

## Rezeption
Die ersten Rezensenten lobten insbesondere Triebels darstellerische Leistung und Schwochows einfühlsamen Umgang mit der deutsch-deutschen Thematik, übten aber auch Kritik an verschiedenen Aspekten des Films. Während Ronnie Scheib in Variety die psychologische Konstruktion der Filmfigur Nelly Senff als zu wenig spezifisch und ausdrucksvoll bemängelte, wodurch Westen sich in Details verstricke, kritisierte Kerstin Decker im Tagesspiegel das aus ihrer Sicht zu plötzliche und allzu harmonische Ende des Films. Andreas Kilb sah in der Frankfurter Allgemeinen Zeitung einen schön anzusehenden Film mit einer großartigen Hauptdarstellerin, in dem die literarische Vorlage jedoch dramaturgisch nicht konsequent genug umgesetzt wurde. Dietmar Kanthak von epd Film lobte, dass Westen nicht bloß spannender Geheimdienstthriller und Dokufiktion sei, sondern vielmehr parabolisch von Entwurzelung und Einsamkeit, den Widrigkeiten des Neubeginns und der Wiederbelebung erstorbener Gefühle erzähle.

## Auszeichnungen
- 2012: Deutscher Filmpreis – Nominierung in der Kategorie Bestes Drehbuch – unverfilmt für Heide Schwochow
- 2013: FIPRESCI-Preis in der Kategorie World Competition beim World Film Festival für Christian Schwochow
- 2013: Preis Beste Schauspielerin beim World Film Festival für Jördis Triebel[7]
- 2013: Nominierung für den Hauptpreis Grand Prix des Amériques in der Kategorie World Competition für Christian Schwochow
- 2014: Deutscher Filmpreis Lola für Jördis Triebel in der Kategorie Beste darstellerische Leistung – weibliche Hauptrolle